# Zeche Josephine
Die Zeche Josephine in Schwerte ist ein ehemaliges Steinkohlenbergwerk. Das Bergwerk war auch unter dem Namen Zeche Josephiene bekannt. Die Zeche befand sich im Bereich des Schwerter Waldes. Auf der Zeche wurde neben Steinkohle auch Kohleneisenstein abgebaut. Die Steinkohle wurde für das Rösten des Erzes benötigt. Das Bergwerk gehörte zum Märkischen Bergamtsbezirk und dort zum Geschworenenrevier Hörde.

## Geschichte

### Die Anfänge
Am 1. März 1851 wurde die Mutung auf ein Grubenfeld eingelegt. Muter für das Geviertfeld Josephine waren die Besitzer der Hermannshütte. Am 14. Dezember desselben Jahres wurde das Geviertfeld Josephine verliehen. Das Geviertfeld befand sich westlich der heutigen Hörder Straße. Die Verleihung erfolgte für den Abbau von Eisenerz. Das Flöz hatte in der Oberbank etwa sieben Zoll unreine Steinkohle und 36 Zoll Kohleneisenstein. In der Unterbank befand sich ein 30 Zoll mächtiger Streifen Kohleneisenstein. Zwischen Ober- und Unterbank befand sich ein 15 Zoll mächtiger Bergepacken. Der Abbau des Flözes erfolgte zunächst im Tagebau, später wurde der Schacht Josephine abgeteuft. Der Schachtansatzpunkt befand sich westlich vom Freischütz in der Nähe des Zechenweges. Der Schacht Josephine wurde in den Unterlagen als Alter Schacht bezeichnet. Der Schacht befand sich in der Mitte des Grubenfeldes. Außerdem wurde südlich des Zechenweges ein Förderstollen aufgefahren. Nachdem der Stollen 30 Meter aufgefahren war, wurde ein seigeres Lichtloch mit einer Teufe von 6,3 Metern abgeteuft. Das Lichtloch wurde bis auf den Stollen abgeteuft und erhielt eine rechteckige Schachtzimmerung. Dieser Stollenschacht wurde mit einem Haspel ausgerüstet und diente der Schachtförderung im westlichen Feld. Nachdem der Förderstollen 64,5 Meter aufgefahren worden war, wurde das Eisensteinflöz erreicht. Da es nach dem preußischen Berggesetz möglich war, dass auch andere Personen eine Mutung im gleichen Grubenfeld, aber auf ein anderes Mineral, einlegen konnten und es so zu Problemen mit den anderen Bergbaubetreibern kommen könnte, war man seitens der Hermannshütte gezwungen, entsprechend zu handeln. Aus diesem Grund beauftragte eine hüttennahe Interessengruppe den Hüttenmeister Gottlieb Schwarz aus Hörde, zusätzlich eine Mutung für den Abbau von Steinkohle einzulegen. Die Mutung wurde von Schwarz am 23. Juni des Jahres 1852 auf ein deckungsgleiches Feld eingelegt. Das Feld wurde unter dem Namen Carl Ruetz gemutet und am 13. Februar 1853 wurde das Geviertfeld Carl Ruetz verliehen. Die Verleihung erfolgte auf den Abbau von Steinkohle. Das Fundflöz hatte eine Mächtigkeit von 18 Zoll Steinkohle.

### Betrieb
Im Anschluss an die Verleihung wurde zunächst mit dem Abbau des Kohleneisensteins begonnen, später wurde auch Steinkohle abgebaut. Der Abbau der steil stehenden Flöze erfolgte im Firstenstoßbau. Am 13. September 1853 wurde eine Mutung zur Verleihung des Erbstollenrechts eingelegt, Muter war der Hüttendirektor Wiesehahn. Am 29. September desselben Jahres wurde der Stollen Inaugenschein genommen. Der Ansatzpunkt für den Erbstollen wurde das Stollenmundloch des Stollens Josephine. Geplant war, den Erbstollen in nördlicher Richtung aufzufahren. Am 24. Januar 1855 wurde das Erbstollenrecht für den Josephiner Erbstollen verliehen. Am 4. Juli 1856 wurde der Erbstollen westlich des Erbstollen-Flügelortes im Geviertfeld der Zeche Marienstein verstuft. Im Jahr 1858 wurde mit dem Abteufen des Schachtes Paul begonnen. Der Schachtansatzpunkt befand sich nördlich vom Zechenweg. Der Schacht wurde seiger abgeteuft und diente der Ausrichtung des östlichen Grubenfeldes. Der Schacht erreichte eine Teufe von 33 Metern; es wurden zwei Sohlen angesetzt. Später wurde der Schacht untertägig mit dem im westlichen Feldesteil befindlichen Stollenschacht durchschlägig, auch über Tage bestand über einen Zechenweg eine Verbindung zwischen beiden Schächten. Am 25. März desselben Jahres wurde der Erbstollen durch das bergamtliche Dekret für bergfrei erklärt. Am 4. August desselben Jahres wurde eine erneute Mutung für den Erbstollen eingelegt und am 29. September erfolgte die Inaugenscheinnahme. Der Erbstollen war zu diesem Zeitpunkt 50 Lachter in nördlicher Richtung aufgefahren, hatte eine Höhe von etwa 1,5 Metern und war rund 0,9 Meter breit. Der Ausbau des Stollens erfolgte mit hölzernem Türstock. Durch den Erbstollen kam es zu einem seigeren Teufengewinn von etwa 20 Lachtern. Das Ziel des Erbstollens war der Vortrieb eines Querschlags zum Kohlenflöz. Außerdem sollten mehrere Flügelörter für den Kohleneisensteinabbau aufgefahren werden. Die Wasserhaltung der Grubenbaue erfolgte durch natürlichen Abfluss der anfallenden Grubenwässer, diese flossen aus dem Stollen Josephine und einer Stollenrösche in südlicher Richtung zur Ruhr ab. Für einen weiteren Abbau unterhalb der Stollensohle wäre ein Einsatz von Wasserhaltungs-Gestängepumpen erforderlich gewesen.

### Die letzten Jahre
Am 3. Februar 1859 erfolgte die Konsolidation der Eisenerzgeviertfelder Josephine, August, Lichtendorf, Neu Schottland II, Otto, Mathiasfeld, Pauline Jung III, Schottland und Sommerberg unter dem gemeinsamen Namen Zeche Josephine. Am 12. Februar desselben Jahres erfolgte eine erneute Verleihung des Erbstollenrechts für den Josephiner Erbstollen. Im Anschluss daran wurde verstärkt Kohleneisenstein abgebaut, die Gewinnung der Steinkohle wurde eingestellt. Am 1. April des Jahres 1859 wurde auf dem Schacht Paul eine Dampffördermaschine in Betrieb genommen. Der Dampf für die Fördermaschine wurde in einem 4,7 Meter langen und 1,57 Meter dicken Dampfkessel erzeugt, der aus vernieteten Eisenblechen bestand. Trotz dieser Nietverbindungen war der Dampfkessel für vier Atü ausgelegt. Der Schornstein des Kesselhauses hatte eine Höhe von 15,7 Metern. Der Antrieb der Fördermaschine durch die Kurbelwelle der zweizylindrigen Dampfmaschine erfolgte über ein zwischengeschaltetes Getriebe. Mit dieser Fördermaschine war man in der Lage, eine Nutzlast von 200 kg zu heben. Ausgehend von Schacht Paul wurde in den Jahren von 1859 bis 1862 eine Strecke etwa 85 Meter in östlicher Richtung aufgefahren. Am Ende der Flözstrecke wurden mehrere Untersuchungsquerschläge in nördlicher und in südlicher Richtung aufgefahren. Allerdings wurde dabei kein bauwürdiges Flöz gefunden. Im Jahr 1862 wurde vom Schacht Paul ausgehend ein 90 Meter langer Untersuchungsquerschlag in Richtung Norden aufgefahren. Auch mit diesem Querschlag wurde kein bauwürdiges Flöz angefahren. Auch mehrere kürzere aufgefahrene Untersuchungsquerschläge brachten nicht den gewünschten Erfolg. Im Jahr 1863 wurde die Förderung aufgrund des geringen Erzgehaltes stark verringert. Um den weiteren Abbau zu sichern, wurde vom damaligen Direktor Alberts ein Betriebsplan für die Jahre 1867 und 1868 erstellt, der neben dem Restabbau über der Stollensohle auch einen Übergang zum Tiefbau vorsah. Hierfür hätte Schacht Paul tiefer geteuft werden müssen, um so die Förderung auf 300 Scheffel pro Tag zu steigern. Im Jahr 1869 war der Kohleneisenstein über der Stollensohle abgebaut. Die Zeche Josephine wurde noch im selben Jahr stillgelegt. Die Tagesanlagen wurden nach 1869 bis auf das Steigerhaus, welches noch längere Zeit als Wohnhaus diente, abgerissen. Die Berechtsame wurde der Zeche Admiral zugeschlagen.

### Förderung und Belegschaft
Die ersten bekannten Förderzahlen stammen aus dem Jahr 1858, damals wurde eine Förderung 29.957 preußische Tonnen Kohleneisenstein erbracht. Außerdem wurden 7789 Tonnen Steinkohle gefördert. Die ersten bekannten Belegschaftszahlen stammen aus dem Jahr 1860, damals waren 66 Bergleute auf der Zeche beschäftigt, die eine Förderung von 33.646 preußischen Tonnen Kohleneisenstein erbrachten. Im Jahr 1862 wurden mit 82 Bergleuten 33.356 preußische Tonnen Kohleneisenstein abgebaut. Im Jahr 1863 sank die Förderung auf 500 Scheffel Kohleneisenstein pro Tag. Im Jahr 1866 waren nur noch 17 Bergleute auf der Zeche beschäftigt. Die letzten bekannten Förderzahlen des Bergwerks stammen aus dem Jahr 1868, in diesem Jahr wurden noch 120 Scheffel Kohleneisenstein pro Tag gefördert.

## Heutiger Zustand
Nach der Stilllegung des Bergwerks blieb der Erbstollen noch viele Jahre offen. Im Zweiten Weltkrieg wurde der Stollen als Luftschutzraum ausgebaut und wurde von der in der Nähe des Stollens wohnenden Bevölkerung genutzt. Im Jahr 1995 wurde vom Arbeitskreis Unna des Fördervereins Bergbauhistorischer Stätten Ruhrrevier am Ausflugslokal Freischütz eine bergbauhistorische Informationstafel aufgestellt. Im Jahr 1998 wurden von Helfern des Fördervereins Grabungen in der Halde des Stollenschachtes vorgenommen. Bei den Grabungen wurde das Stollenmundloch des Erbstollens freigelegt. Von der Türstockzimmerung ist die vorderste Kappe erhalten geblieben.